# NGC 160
NGC 160은 안드로메다자리 방향에 있는 렌즈형 은하이다. 1785년 12월 5일, 독일계 영국인 천문학자 윌리엄 허셜이 발견했다.